# StEG II 1054–1080
Die Dampflokomotiven StEG II 1054–1080 bildeten eine Güterzug-Schlepptenderlokomotivreihe der Staats-Eisenbahn-Gesellschaft (StEG), einer privaten Eisenbahngesellschaft Österreich-Ungarns.
Im Anschluss an die Lieferung der Reihe StEG IVf beschaffte die StEG von 1887 bis 1890 27 Stück dieser leicht modifizierten Maschinen, die ebenfalls nicht nur im Güterverkehr, sondern auch im Personenverkehr eingesetzt werden sollten. Sie erhielten deswegen relativ große Räder. Ihre Höchstgeschwindigkeit wurde aus demselben Grund auf 60 km/h festgelegt. Die Lokomotiven hatten wie ihre Vorgänger eine innenliegende Gooch-Steuerung.
Die von der Lokomotivfabrik der StEG gelieferten Maschinen wurden zunächst als IVf 1054–1080 eingeordnet und bekamen 1897 die Bezeichnung 3451–3477 zugewiesen.
Nach der Verstaatlichung 1909 wurden sie kkStB 131.01–27. Nach dem Ersten Weltkrieg kamen noch alle zur ČSD, die sie als Reihe 333.0 bezeichnete und bis 1953 ausmusterte.